# Резолюция Совета Безопасности ООН 176
Резолюция Совета Безопасности ООН № 176 — резолюция, принятая 4 октября 1962 года. Совет, рассмотрев заявление Алжирской Народной Демократической Республики, рекомендовал Генеральной Ассамблее принять её в члены Организации Объединённых Наций.

## Голосование
Резолюция была принята на 1020-м заседании Совета Безопасности 10 голосами «за» при 1 воздержавшемся (Китайская Республика).
| За (10)                                                                                      | Воздержались (1)       | Против (0) |
| -------------------------------------------------------------------------------------------- | ---------------------- | ---------- |
| - Великобритания - СССР - США - Франция - Венесуэла - Гана - ОАР - Ирландия - Румыния - Чили | - Китайская Республика |            |

 * жирным выделены постоянные члены Совета Безопасности ООН